# Autocromo

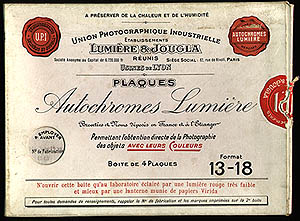
Caixa com chapas de autocromo.

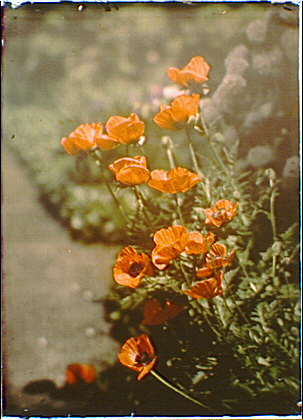
Exemplo de autocromo

O autocromo (marca registrada: Autochrome Lumière) é um antigo processo de fotografia colorida. Patenteado em 1903 pelos irmãos Lumière, na França, e comercializado pela primeira vez em 1907, permaneceu o principal processo para se obter fotografias a cores durante o início do século XX, especialmente na década de 1930.
Era um antigo método de fotografia colorida, patenteado em 1903 e comercializado a partir de 1907 pelos Irmãos Lumière. Foi o primeiro método de fotografia a cores comercialmente viável, e o mais usado até o advento do método substrativo Kodachrome nos anos 30.

## Estrutura e utilização
O Autocromo era um método aditivo, baseado em um mosaico de grãos microscópicos de fécula de batata tingidos em três cores primárias (vermelho alaranjado, verde e azul-violeta) sobre uma placa de vidro, cobeta por uma emulsão pancromática. Os vãos entre os grãos eram preenchidos com carvão. Os grãos agiam como filtros.
Isso tornava necessário um longo tempo de exposição. Por isso, os autocromos costumavam produzir imagens borradas. Isso, mais o fato de os grãos ficarem muitas vezes visíveis, mais as cores artificiais obtidas, faziam com que autocromos lembrassem pinturas
impressionistas, um "meio-termo" entre a pintura e a fotografia, produzindo belíssimas imagens. Elas chegaram a atrair a atenção dos fotógrafos pictorialistas, no entanto, o fato de que não podiam ser manipuladas, de se tratarem de imagens únicas, bem como a dificuldade para expô-las ao público (as placas finais eram escuras e precisavam ser vistas contra a luz, coisa difícil de ser arranjada na época) tiveram uma popularidade limitada, mais restrita a amadores.
Para gerar imagens mais nítidas, eram necessárias poses. Isso produzia um efeito tranquilo, calmo, uma espécie de "estética" especial nos autocromos.

## Visualização
A imagem final era escura, e precisava ser vista contra a luz para obter resultados satisfatórios.
Imagens estereoscópicas eram populares na época. Vistas com equipamento especial, elas produziam imagens em 3-D, espetaculares para o observador do início do século XX. Outra forma comum de visualização era a projeção. O mais comum, no entanto, era o uso de um equipamento chamado diascope, que nada mais era do que um suporte com um espelho que refletia a luz em direção à placa fotográfica. As lâmpadas da época costumavam destruir a imagem, portanto, não eram usadas. Hoje em dia, autocromos são geralmente expostos em mesas de luz - o que não é o ideal, já que as cores foram balanceadas para o uso da luz do dia. É difícil reproduzir um autocromo mantendo seu efeito original, devido aos modernos sistemas de cores primárias serem diferentes do usado nas placas. Mesmo as reproduções em livros e revistas da época não ficavam boas, mais parecendo com fotografias coloridas à mão, precisando ser ajustadas e perdendo o efeito original. Nada se compara com a imagem original.

## Uso artístico

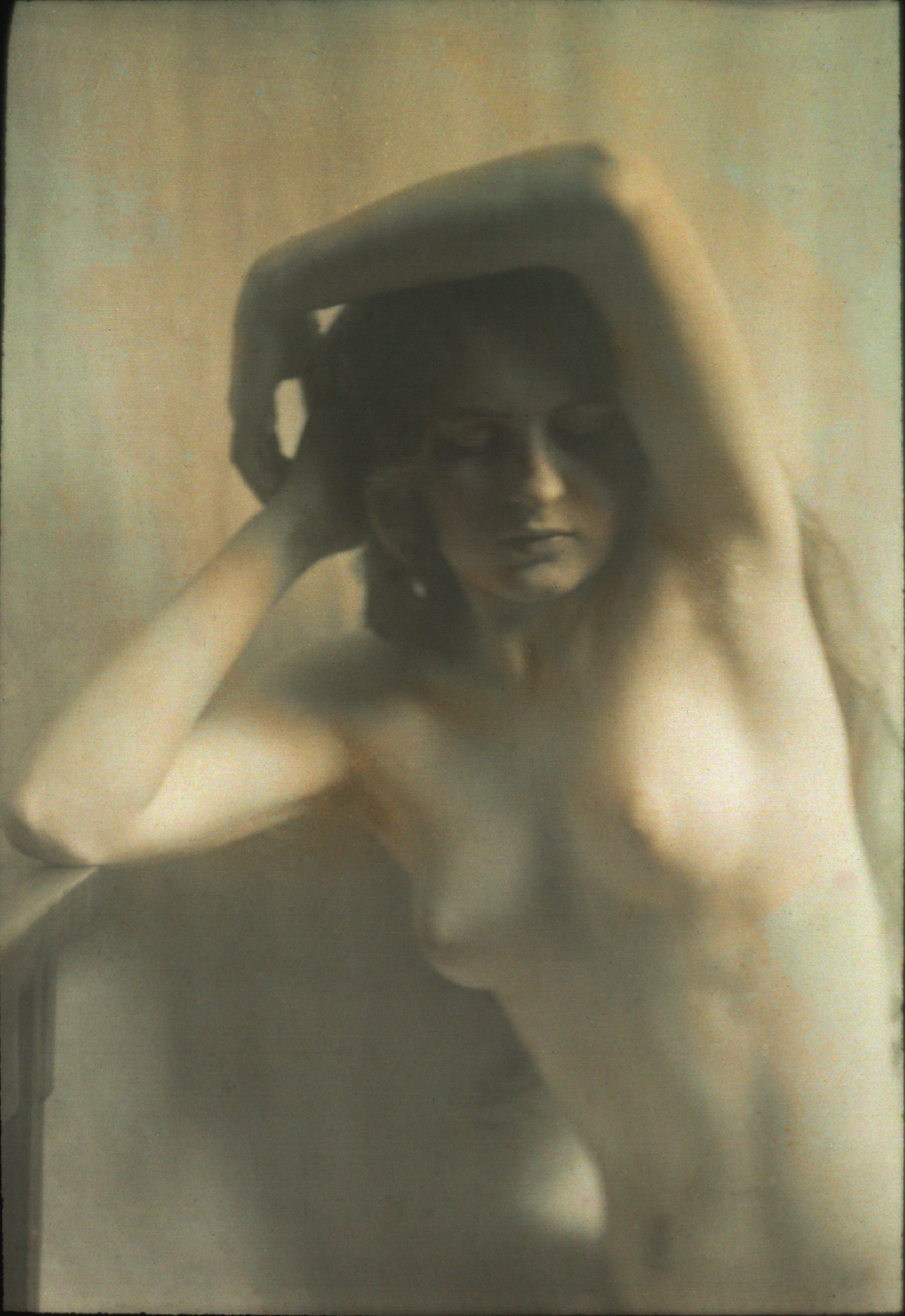
Estudo de nu, de Arnold Genthe

Os autocromos produziam um efeito "impressionista", devido à imagem pontilhada e ao longo tempo de exposição, produzindo imagens levemente borradas. As cores não são naturais, e a distribuição irregular dos grãos causava efeitos imprevisíveis, tendendo a diferentes cores dependendo da placa. Ao invés de serem consideradas "limitações", essas características tornaram os autocromos populares mesmo depois do advento de filmes a cores com efeitos mais naturais.
Eram relativamente caros comparados aos processos monocromáticos, mas acessíveis e fáceis de usar. Chegaram a atrair o interesse de fotógrafos pictorialistas, mas a impossibilidade de manipulá-los limitava sua popularidade entre eles. Também era impossível obter imagens em movimento rápido, era necessário fotografar objetos em repouso, além de serem necessárias câmeras de grande formato, já que se tratavam de placas únicas de vidro, semelhantes aos antigos processos do daguerreótipo e ambrótipo.

## Versões em filme
Nos anos 30 surgiram as versões em filme, primeiro Lumière Filmcolor (1931), depois o filme em rolo Lumicolor (1933), e finalmente, o Alticolor (1952) . No entanto, o surgimento de filmes como Kodachrome e Agfacolor, em meados dos anos 30, que produziam resultados mais realistas, logo superaram o Autocromo em popularidade. A produção foi descontinuada em 1955.

## Obras importantes
- Entre 1909 e 1931, o banqueiro Albert Kahn encomendou mais de 72.000 autocromos documentando imagens e costumes de mais de 50 países.
- A National Geographic Society usou as placas Autocromo durante mais de 20 anos.
- O fotógrafo pictorialista Arnold Genthe produziu inúmeras imagens em Autocromo.

## Revival
O interesse em técnicas de fotografia antigas por fotógrafos alternativos reacendeu o interesse no método. Vários grupos independentes estão tentando recriar o processo. No entanto, poucos sucessos foram conseguidos. Recentemente, o fotógrafo Frèderic Mocellin conseguiu recriar o efeito.
O filme "O Ilusionista" (The Illusionist), de 2006, tentou usar o efeito, no entanto, baseou as imagens em reproduções.